# Рудольф фон Беннігсен
Карл Вільгельм Рудольф фон Беннігсен (нім. Karl Wilhelm Rudolf von Bennigsen; 10 липня 1824, Люнебург — 7 серпня 1902, Шпринге) — ганноверський політичний і державний діяч.

## Біографія
Карл Вільгельм Рудольф фон Беннігсен вивчав право в Геттінгенському та Гейдельберзькому університетах і потім займав різні посади у судовому відомстві в Ганновері.
У 1855 році Беннігсен був обраний депутатом у другу палату, але міністр юстиції не дав йому звільнитися з посади. Тоді Беннігсен залишив державну службу назавжди, зайнявся сільським господарством і згодом присвятив себе ведення господарства в своєму родовому маєтку Беннігсен.
На нових виборах 1857 року він був обраний одночасно, значною більшістю, в Геттінгені і Данненберзі та, вступивши до палати представником від Геттінгена, став на чолі нечисленної опозиції. Коли об'єднавчі прагнення стали посилюватися в Німеччині, він у 1859 році разом з Микелем та іншими склав заяву, в якій вказувалося на необхідність загальнонімецького парламенту, так само як і сильної центральної влади. Ініціатива та роль головної держави відводилися Пруссії.
Після підписання цієї програми на зборах 35 видатних лібералів, що відбувалися 14 липня 1859 року в Ганновері, 14 серпня в Айзенаху під керівництвом Беннігсена відбулося більш численне зібрання, яке поставило головним вимогою з'єднання прихильників конституції і демократів в одну національну партію, а 15 і 16 вересня для здійснення цієї програми у Франкфурті був заснований Німецький національний Союз. Беннігсен був обраний головою виконавчого комітету союзу.
У 1862—1866 роках, будучи лідером більшості палати проти двох наступних міністерств, трималися поміркованого напряму у внутрішніх справах, але в політиці проводили паннімецьку ідею, Беннігсен перед початком війни з Австрією марно намагався зі своїми політичними друзями зберегти за Ганновером нейтральне положення.
Після приєднання Ганновера до Пруссії протягом 1866 року під проводом Беннігсена утворилася націонал-ліберальна партія, яка поставила собі завданням перетворення Німеччини у союзну державу. Обраний 19 ганноверським виборчим округом в члени північнонімецького рейхстагу і прусської палати депутатів, Беннігсен як віце-президент цих установ і одного з вождів націонал-ліберальної партії брав живу участь у парламентській діяльності.
Під час франко-прусської війни Беннігсен неодноразово їздив в Південну Німеччину, щоб за дорученням своїх політичних друзів прийти до угоди з південнонімецькими лібералами про те становище, яке слід зайняти щодо питання німецької конституції. У грудні 1870 року він разом з деякими іншими політичними лідерами був покликаний в німецьку головну квартиру у Версалі для участі у нарадах з представниками Південної Німеччини про договори між південнонімецькими урядами і північнонімецьким союзом.
З 1871 року він був постійним представником виборчого округу Оттерндорф-Нейгауз в німецькому рейхстазі і прусської палати депутатів, президентом якої він був з 1873 по 1879 роки.
Наприкінці 1877 року між Беннигсеном і Бісмарком відбувалися особисті переговори про вступ першого з них у прусське міністерство, які тривали і навесні 1878 року, але не привели до угоди тому, що Беннігсен не тільки представив серйозні заперечення проти деяких фінансових проектів імперського канцлера (особливо проти тютюнової монополії), але поставив умову, щоб разом з ним вступили в міністерство і багато інші члени ліберальної партії. Відмова у цій вимозі викликала деяку напруженість у відносинах між Беннігсеном і Бісмарком, яка ще посилилася внаслідок успішної опозиції лідера націонал-лібералів першого проекту закону про соціалістів. Внаслідок цієї розбіжності у 1883 році він склав свої депутатські повноваження і лише на виборах 1887 року, після розпуску рейхстагу внаслідок відхилення законопроекту про септенате, Беннігсен був знову обраний у своєму колишньому Ганноверському окрузі і разом з Микелем знову став лідером націонал-лібералів.
У серпні 1888 року Беннігсен був призначений обер-президентом Ганноверської провінції.